# Municipio de Herceg Novi
El Municipio de Herceg Novi (serbio: Општина Херцег Нови) es uno de los veintitrés municipios en los que se encuentra dividido Montenegro. Su capital y ciudad más importante es la localidad de Herceg Novi

## Geografía
El municipio se encuentra situado en la parte más suroccidental de Montenegro en la frontera con Croacia y con Bosnia Herzegovina, limita al norte con el Municipio de Kotor y las Bocas de Kotor, al sur con el Mar Adriático, al este con el Municipio de Tivat y al oeste limita con Croacia (muy ligeramente) y Bosnia Herzegovina.

## Demografía
Tiene una población de 30.864 habitantes según el último censo realizado en el año 2011. Su principal localidad es Herceg Novi que cuenta con 13.260 habitantes , de los cuales 9.800 se consideran serbios . seguida de lejos por Igalo que cuenta con 3.782 residentes.

## Localidades
Comprende las siguientes localidades (población en 2011):
- Baošići - 1346
- Bijela - 3691
- Bijelske Kruševice - 33
- Đenovići - 1161
- Ðurici - 300
- Herceg Novi - 11059 (la capital)
- Igalo - 3355
- Jošice - 406
- Kameno - 128
- Kruševice - 240
- Kumbor - 925
- Kuti - 729
- Luštica - 311
- Meljine - 1123
- Mojdež - 264
- Mokrine - 86
- Podi - 1358
- Prijevor - 104
- Provodina - 822
- Ratiševina - 130
- Sasovici - 422
- Sušcepan - 544
- Sutorina - 670
- Trebesinj - 196
- Ubli - 20
- Zelenika - 1431
- Žlijebi - 10